# Pedro Munitis Álvarez
Pedro Munitis Álvarez (nascut el 19 de juny de 1975 a Santander) és un futbolista retirat que es recordat pel seu pas per clubs com el Racing de Santander i el Reial Madrid, entre d'altres. Després de la seua retirada com a jugador ha fet d'entrenador, entre d'altres equips, del Racing de Santander i del Centre d'Esports Sabadell FC.